# Чилийский крысиный восьмизуб
Чилийский крысиный восьмизуб (лат. Aconaemys fuscus) — вид южноамериканских грызунов семейства восьмизубовые.
Грызун с коротким хвостом, спиной насыщенно тёмно-коричневого цвета, брюхо — ярко-рыжее или светло-коричневое или беловатое. Длина тела от 13,5 до 18,7 см, длина хвоста 5,8—8 см, вес 121—143 грамма.
Обитает только в высокогорных Андах на территории Чили и Аргентины на высоте до 4000 м над уровнем моря. Живёт только в прохладных, влажных лесах, изолированных от других лесов более чем тысячей километров пампы или пустыни. Доминирующие деревья в его месте обитания — южные буки (Nothofagus).
Активен главным образом ночью, в меньшей степени днём. Зимой также активный, под снегом. Питается зелёной растительностью, корнеплодами, плодами. Вокализация — высокочастотный писк.